# Gare de Sagami-Ōno
La gare de Sagami-Ōno (相模大野駅, Sagami-Ōno-eki) est une gare ferroviaire de la ville de Sagamihara dans la préfecture de Kanagawa au Japon. Elle est située dans l'arrondissement de Minami. La gare est gérée par la compagnie Odakyū.

## Situation ferroviaire
La gare de Sagami-Ōno est située au point kilométrique (PK) 32,4  de la ligne Odawara et marque le début de la ligne Enoshima.

## Histoire
La gare a été inaugurée le 1er avril 1938.

## Services aux voyageurs

### Accès et accueil
La gare dispose d'un bâtiment voyageurs, avec guichet, ouvert tous les jours.

### Desserte
- Ligne Enoshima :
  - voie 1 : direction Katase-Enoshima
- Ligne Odawara :
  - voie 2 : direction Odawara
  - voie 3 et 4 : direction Shinjuku